# Joanne Shaw Taylor
Joanne Shaw Taylor (1986) is een Britse bluesrock gitariste. Zij werd op 16-jarige leeftijd ontdekt door Dave Stewart van the Eurythmics en ze heeft een poosje in zijn band gespeeld.

## Biografie
Joanne Shawn Taylor groeide op in Wednesbury, Black Country, Engeland. Zij was als teenager al geboeid door bluesgitaristen zoals Jimi Hendrix, Albert Collins en Stevie Ray Vaughan. Dave Stewart leerde haar kennen toen ze zestien was. Hij was erg van haar onder de indruk en vroeg haar om mee te spelen in zijn band tijdens een Europese tournee.
Haar eerste album, White Sugar verscheen in 2009. Dit album is geproduceerd door Jim Gaines, die ook heeft gewerkt met o.a. Luther Allison, Stevie Ray Vaughan en Carlos Santana. Het album haalde #8 in de Amerikaanse Blues charts, evenals het tweede album Diamonds in the dirt (2010).
In 2010 ontving ze een Britse Blues Award voor de beste zangeres. In 2011 ontving ze niet alleen een prijs voor beste zangeres, maar ook voor Songwriter of the year voor haar nummer Same as it never was van haar tweede album Diamonds in the dirt. In 2012 werd haar derde album Almost always never uitgebracht, dat bereikte #12. In dat jaar trad ze op met Annie Lennox tijdens een jubileumconcert voor Koningin Elizabeth.
Daarna verscheen in 2013 haar livealbum Songs from the road, dat is geproduceerd door Thomas Ruf. Dit album is opgenomen in The Borderline in Londen op 12 mei 2013 en behaalde een elfde plek in de Amerikaanse Blues charts. Joanne heeft alle nummers zelf geschreven behalve Manic Depression van Jimi Hendrix en Jealousy van Frankie Miller.
In 2014 werd The dirty truth opgenomen met producer Jim Gaines. Dit album behaalde #9 in de Amerikaanse Blues charts en #41 in de Britse charts. Het volgende studioalbum Wild was haar meest succesvolle album tot nu toe, dit bereikte een vierde plaats in de Amerikaanse Blues charts en #19 in de Britse charts. Op dat album staat o.a. een bewerking van Summertime van George Gershwin. Deze plaat is opgenomen in Nashvilles Grand Victor Studios en geproduceerd door Kevin Shirley, die ook albums heeft geproduceerd van onder meer Joe Bonamassa, Aerosmith en Iron Maiden.
Haar meest recente album Reckless Heart is uitgebracht in maart 2019. Het is geproduceerd door Al Sutton, die ook bekend is als producer van Greta Van Fleet en Kid Rock. Het is opgenomen in de Rustbelt Studio in Michigan U.S.A.

## Discografie
- White sugar (2009)
- Diamonds in the dirt (2010)
- Almost always never (2012)
- Songs from the road (2013) Live
- The dirty truth (2014)
- Wild (2016)
- Reckless heart (2019)

## Video’s
- Live at Oran-Mor; dvd (2016)

- Gemeinsame Normdatei: 138215340
- International Standard Name Identifier: 0000 0004 2539 2960
- Library of Congress Control Number: no2010052124
- MusicBrainz: 1b3779c0-7414-465a-b811-a84f07131b89
- Réseau des bibliothèques de Suisse occidentale: 02-A018116628
- Virtual International Authority File: 305970605
- WorldCat: E39PBJxmFtXY9KcWWp3HfWc773